# Tätigkeitsinformationsverfahren-Identifizierungsnummer

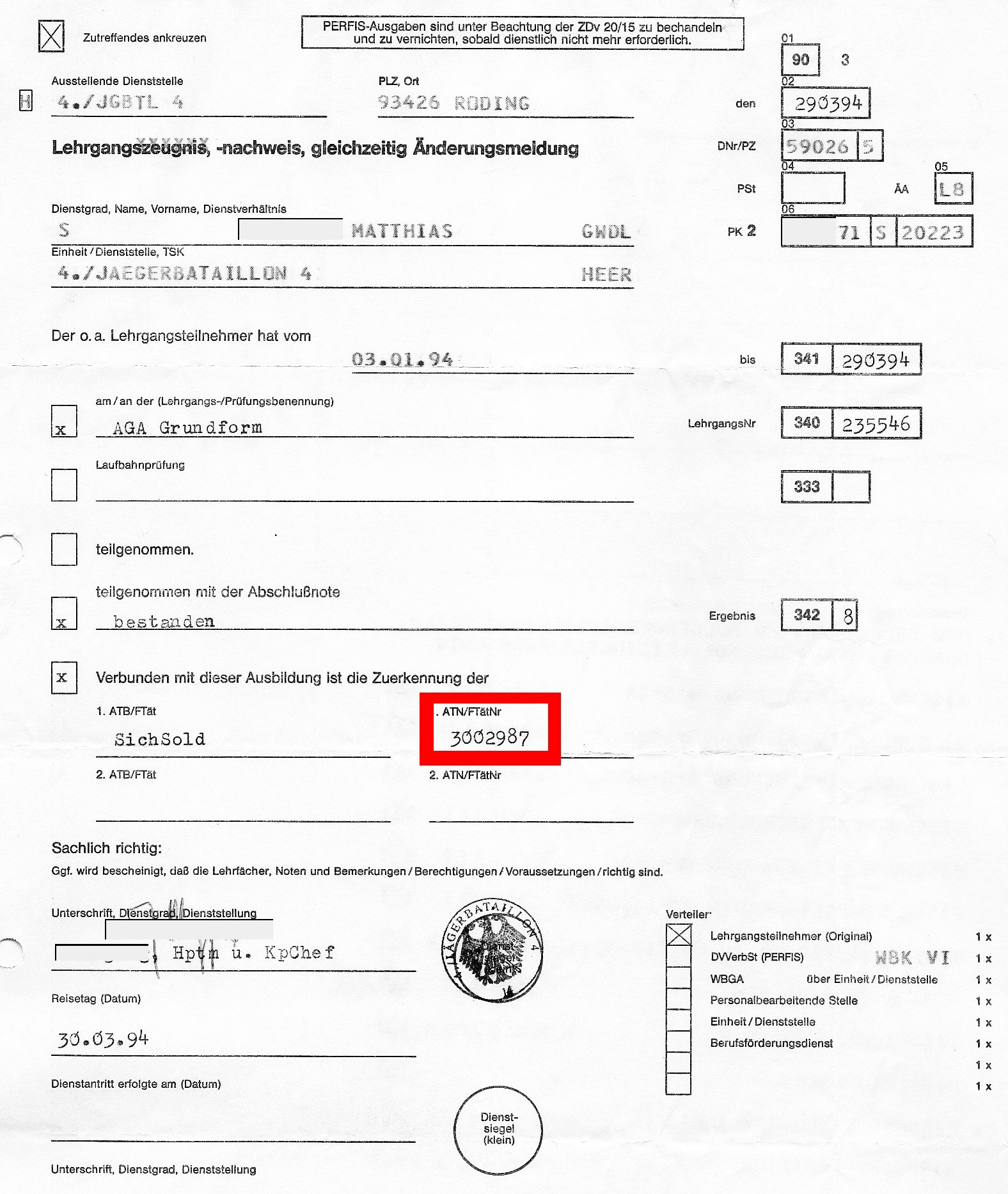
ATN 3002987: Sicherungssoldat (1994)

Eine Tätigkeitsinformationsverfahren-Identifizierungsnummer (TIV-ID) (früher: Ausbildungs- und Tätigkeitsnummer – ATN) ist die eindeutige Nummer eines sog. Tätigkeitsbegriffs, der Fähigkeiten, Qualifikationen, Ausbildungen und Tätigkeiten von Soldaten der Bundeswehr beschreibt. Sie besteht aus sieben Ziffern, denen als achte Stelle ein Buchstabe zur weiteren Differenzierung zugeordnet werden kann.
Die TIV-ID ist eine führende Kennziffer im Tätigkeitsinformationsverfahren (TIV) der Bundeswehr, einem Datenbank-IT-System, das verbindliche Informationen über die in der Bundeswehr genutzten Tätigkeiten (als Tätigkeitsbegriff) und Qualifikationen einheitlich enthält und zur Verfügung stellt. Der Begriff ersetzt den in der Bundeswehr noch geläufigen und verwendeten Begriff Ausbildungs- und Tätigkeitsnummer (ATN).
Verschiedene Qualifikationen werden in der Bundeswehr auf Lehrgängen, Einsatz in bestimmten Verwendungen oder Ausbildungen am Arbeitsplatz (AAP) erworben und mit einem Lehrgangszeugnis (gleichzeitig Befähigungsnachweis) bestätigt. Die verschiedenen Tätigkeiten werden nach einem bestimmten System mit einer sieben- bis achtstelligen ATN, und einer dazugehörenden „Ausbildungs- und Tätigkeitsbezeichnung (ATB)“ (als Textbeschreibung) definiert, um in der Datenverarbeitung eindeutige Zuordnungen zu ermöglichen.
Teilstreitkräfteübergreifend wird nach erfolgreicher Absolvierung der Grundausbildung die ATN 100 2988 zuerkannt, die der ATB Sicherungs- und Wachsoldat Streitkräfte (SK) entspricht. Diese ist i. d. R., nach der ATN Einsatzersthelfer A, die zweite ATN, die der Soldat erwirbt.
Jede ATN ist einem verantwortlichen Organisationsbereich zugeordnet:
2 – Heer, 3 – Luftwaffe, 4 – Marine, 5 – Zentraler Sanitätsdienst der Bundeswehr, 6 – Streitkräftebasis, 7 – Bundeswehrverwaltung, 8 – Cyber- und Informationsraum (CIR) seit 1. April 2017
Es gibt insgesamt neun sogenannte Ausbildungshöhen, denen einzelne ATN zugeordnet sind:
- Ausbildungshöhe 0 – Stabsoffizier, Beamte, Richter u. Arbeitnehmer H
- Ausbildungshöhe 2 – Offizier, Beamte und Arbeitnehmer G
- Ausbildungshöhe 3 – Nicht festlegbar
- Ausbildungshöhe 4 – Beamte M (Anwendung vorerst nur für Beamte des Geophysikalischen Beratungsdienstes)
- Ausbildungshöhe 5 – Mannschaften mit militärfachlicher Ausbildung zum Unteroffizier ohne Portepee
- Ausbildungshöhe 6 – Feldwebel, Beamte u. Arbeitnehmer B
- Ausbildungshöhe 7 – Unteroffiziere, Beamte u. Arbeitnehmer C
- Ausbildungshöhe 8 – Mannschaften, Beamte u. Arbeitnehmer D
- Ausbildungshöhe 9 – Helfer

Daneben gibt es die Militär-/Zivilkennung:
N – Soldaten und/oder Zivilpersonal, S – Soldat, Z – Zivilpersonal.
Heeres-ATN beginnen in der Regel mit einer 3, Luftwaffen-ATN mit einer 5, ATN der Marine mit einer 7, ATN des Zentralen Sanitätsdienstes mit einer 8 und ATN in der damaligen Streitkräftebasis (SKB), davor OrgBereich der zentralen Militärischen Dienststellen, mit einer 1, sowie zivile ATN mit einer 9.
Zuletzt gibt es noch folgende Unterscheidungen:
1 – Fachtätigkeit, 2 – Dienststellung und 3 – Sammelfachtätigkeit.